# Romee Strijdová
Romee Strijdová (* 19. července 1995 Zoetermeer) je nizozemská modelka. Je vysoká 181 cm a její míry jsou 79-58-84.
V roce 2011 uzavřela smlouvu s agenturou DNA Model Management. Účastnila se přehlídek pro značky Alexander McQueen, H&M, Burberry, Vera Wang, DKNY, Prada a Seafolly a v roce 2015 se stala „andílkem“ značky Victoria's Secret. V roce 2016 byla na obálce nizozemské mutace časopisu Vogue. Od roku 2017 provozuje vlastní kanál na YouTube, který má 1,77 milionu předplatitelů. V tomtéž roce začala pracovat pro IMG Models.
Jejím manželem je Laurens van Leeuwen, syn televizního moderátora Berta van Leeuwena. Mají dceru Mint.
V důsledku práce v modelingu trpěla syndromem polycystických ovarií.